# Orthacheta cornuta
Orthacheta cornuta är en tvåvingeart som först beskrevs av Friedrich Hermann Loew 1863.  Orthacheta cornuta ingår i släktet Orthacheta och familjen kolvflugor. Inga underarter finns listade i Catalogue of Life.